# Championnat d'Écosse de football 1924-1925
Navigation
Édition précédente Édition suivante
La 35e édition du championnat d'Écosse de football est remportée par les Rangers FC. C’est le quatorzième titre de champion du club de Glasgow, le troisième consécutif. Les Rangers  gagnent avec trois points d’avance sur les Airdrieonians. Hibernian FC complète le podium.
Le système de promotion/relégation reste en place: descente et montée automatique, sans matchs de barrage pour les deux derniers de première division et les deux premiers de deuxième division. Clyde FC et Clydebank FC descendent en deuxième division. Ils sont remplacés pour la saison 1924/25 par Cowdenbeath FC et Saint Johnstone.
Avec 33 buts marqués en 38 matchs,  William Devlin de Cowdenbeath FC remporte pour la première fois le titre de meilleur buteur du championnat.

## Les clubs de l'édition 1924-1925
| Club                              | Ville       |
| --------------------------------- | ----------- |
| Aberdeen Football Club            | Aberdeen    |
| Ayr United Football Club          | Ayr         |
| Airdrieonians Football Club       | Airdrie     |
| Celtic Football Club              | Glasgow     |
| Cowdenbeath Football Club         | Cowdenbeath |
| Dundee Football Club              | Dundee      |
| Falkirk Football Club             | Falkirk     |
| Greenock Morton Football Club     | Greenock    |
| Hamilton Academical Football Club | Hamilton    |
| Heart of Midlothian Football Club | Édimbourg   |
| Hibernian Football Club           | Leith       |
| Kilmarnock Football Club          | Kilmarnock  |
| Motherwell Football Club          | Motherwell  |
| Partick Thistle Football Club     | Glasgow     |
| Queen's Park Football Club        | Glasgow     |
| Raith Rovers Football Club        | Kirkcaldy   |
| Rangers Football Club             | Glasgow     |
| Saint Johnstone Football Club     | Perth       |
| Saint Mirren Football Club        | Paisley     |
| Third Lanark Athletic Club        | Glasgow     |

## Compétition

### Classement
Le classement est établi sur le barème de points classique (victoire à 2 points, match nul à 1, défaite à 0).
| Rang | Équipe              | Pts | J  | G  | N  | P  | Bp | Bc | Diff |
| ---- | ------------------- | --- | -- | -- | -- | -- | -- | -- | ---- |
| 1    | Rangers FC T        | 60  | 38 | 25 | 10 | 3  | 76 | 26 | +50  |
| 2    | Airdrieonians       | 57  | 38 | 25 | 7  | 6  | 85 | 31 | +54  |
| 3    | Hibernian FC        | 52  | 38 | 22 | 8  | 8  | 78 | 43 | +35  |
| 4    | Celtic FC C         | 44  | 38 | 18 | 8  | 12 | 77 | 44 | +33  |
| 5    | Cowdenbeath FC      | 42  | 38 | 16 | 10 | 12 | 76 | 65 | +11  |
| 6    | Saint Mirren        | 41  | 38 | 18 | 5  | 15 | 66 | 63 | +3   |
| 7    | Partick Thistle FC  | 38  | 38 | 14 | 10 | 14 | 60 | 61 | -1   |
| 8    | Dundee FC           | 36  | 38 | 14 | 8  | 16 | 47 | 54 | -7   |
| 9    | Raith Rovers        | 36  | 38 | 14 | 8  | 16 | 53 | 61 | -8   |
| 10   | Heart of Midlothian | 35  | 38 | 12 | 11 | 15 | 64 | 68 | -4   |
| 11   | Saint Johnstone     | 35  | 38 | 12 | 11 | 15 | 57 | 72 | -15  |
| 12   | Kilmarnock FC       | 33  | 38 | 12 | 9  | 17 | 53 | 64 | -11  |
| 13   | Hamilton Academical | 33  | 38 | 15 | 3  | 20 | 50 | 63 | -13  |
| 14   | Greenock Morton     | 33  | 38 | 12 | 9  | 17 | 46 | 69 | -23  |
| 15   | Aberdeen FC         | 32  | 38 | 11 | 10 | 17 | 46 | 56 | -10  |
| 16   | Falkirk FC          | 32  | 38 | 12 | 8  | 18 | 44 | 54 | -10  |
| 17   | Queen's Park FC     | 31  | 38 | 11 | 9  | 18 | 50 | 72 | -22  |
| 18   | Motherwell FC       | 30  | 38 | 10 | 10 | 18 | 54 | 63 | -9   |
| 19   | Ayr United          | 30  | 38 | 11 | 8  | 19 | 43 | 65 | -22  |
| 20   | Third Lanark AC     | 30  | 38 | 11 | 8  | 19 | 53 | 84 | -31  |

| Légende : Qualifications et relégations | Légende : Qualifications et relégations                |
| --------------------------------------- | ------------------------------------------------------ |
|                                         | Champion d'Écosse                                      |
|                                         | Relégation en deuxième division                        |
|                                         | T : Tenant du titre C : Vainqueur de la Coupe d'Écosse |

## Bilan de la saison
| Tableau d'Honneur                |            |
| Compétition                      | Vainqueur  |
| Championnat d'Écosse de football | Rangers FC |
| Coupe d'Écosse de football       | Celtic FC  |

| Promotions et relégations |                            |
| Promus                    | Dundee United Clydebank FC |
| Relégués                  | Ayr United Third Lanark AC |

## Statistiques

### Meilleur buteur
1. William Devlin, Cowdenbeath FC, 33 buts